# Benjamin Burić
Benjamin Burić (ur. 20 listopada 1990 w Doboju) – bośniacki piłkarz ręczny, bramkarz, od 2018 zawodnik SG Flensburg-Handewitt.

## Kariera sportowa
Wychowanek RK Maglaj, następnie zawodnik HRK Izviđač i Borac Banja Luka, z którym w sezonie 2012/2013 zdobył mistrzostwo i puchar Bośni i Hercegowiny. W latach 2013–2016 był graczem słoweńskiego RK Velenje, w którego barwach przez jeden sezon występował w Lidze Mistrzów i przez dwa sezony w Pucharze EHF.
W latach 2016–2018 był zawodnikiem HSG Wetzlar. W sezonie 2016/2017, w którym rozegrał w Bundeslidze 34 mecze i zdobył dwa gole, bronił ze skutecznością 36,5% (363/994). W sezonie 2017/2018, w którym wystąpił w 33 spotkaniach i rzucił cztery bramki, bronił ze skutecznością 32,5% (310/955). W 2018 przeszedł do SG Flensburg-Handewitt, z którym podpisał trzyletni kontrakt.
W 2008 uczestniczył w mistrzostwach Europy U-18 w Czechach, podczas których w siedmiu spotkaniach bronił ze skutecznością 38,6% (127/329). W 2015 wziął udział w mistrzostwach świata w Katarze, w których rozegrał siedem meczów, broniąc w nich ze skutecznością 27,6% (62/225).

## Życie prywatne
Brat bliźniak piłkarza ręcznego Senjamina Buricia.

## Sukcesy
Borac Banja Luka
- Mistrzostwo Bośni i Hercegowiny: 2012/2013[1]
- Puchar Bośni i Hercegowiny: 2012/2013[1]